# المؤتمر الافتراضي العالمي
المؤتمر الافتراضي العالمي لدعم منظومة الابتكار والذكاء الاصطناعي والتكنولوجيا وريادة الأعمال، تحت رعاية الدكتور محمد عبد اللطيف محمد الفارس؛ وزير النفط والتعليم العالي بدولة الكويت، انطلق المؤتمر في 19 نوفمبر 2020، وترأسته الدكتورة هنادي مبارك المباركي، بمشاركة تفوق 300 خبير من المختصين المحليين والدوليين مقسمه علي 30 دولة.

## محاور المؤتمر
يركز المؤتمر علي خمس  محاور رئيسية بحيث تناقش هذه المحاور ويختتم في نهاية  كل المحاور مناقشات  وتبادل الآراء مع جميع المشاركين للتوصل الي أفضل التطبيقات الناجحة المستقبلية من قبل الخبراء ومؤسسي الفكر، تبلورت المحاور علي النحو التالي:
1. أفضل الممارسات العالمية الناجحة لدعم المنظومة الابتكارية.
2. أفضل الممارسات العالمية الناجحة لدعم المنظومة ريادة الأعمال.
3. تعزيز الخدمات التقليدية والافتراضية المتعلقة بالمبادرات وبرامج الابتكار وريادة الاعمال والابداع.
4. أفضل الأدوات الفعالة والاستراتيجيات المستخدمة في برامج الابتكار وريادة الأعمال الخليجية والإقليمية والمحلية والعالمية.
5. أفضل التطبيقات للمناهج الابتكارية في التدريس والتعليم التي تركز علي التمايز في الابتكار وريادة الأعمال والإبداع.

## المشاركون
شارك في المؤتمر ما يفوق  خبير 300 من المختصين المحليين والدوليين من 30 دولة من أنحاء العالم في مجال الابتكار وريادة الأعمال

### مشاركون دوليون[5]
- جيفري فينكل الرئيس والمدير التنفيذي مجلس التنمية الاقتصادية الدولية.
- مايك مولنار رئيس المعهد العالمي للمعايير والتكنولوجيا.
- لين هنكيل مدير منظومة للابتكار لمعهد جورجيا للتكنولوجيا.
- البرفسور دان ريبكي المدير التنفيذي لرابطة التعليم للمراكز الجامعية.
- جولي لينزر رئيسة  منظومة الابتكار لجامعة ماريلاند.
- البروفيسور كيلي يكستون نائب الرئيس لشراكات نقل التكنولوجيا والابتكار لجامعة ميشيغان.
- لاري مولنار رئيس رابطة التعليم لمراكز الجامعات ومعهد النمو الاقتصادي.
- سلهيتان باسالي مسؤل الشؤون الاقتصادية الأمم المتحدة من سويسرا.
- ديفد جل الرئيس التنفيذي لمركز سان جون للابتكار في لندن.
- بيتر تيلير المستشار الاقتصادي جامعة كامبريدج من بريطانيا.
- الدكتور كريستوفر هونولد رئيس مكتب نقل وتسويق التكنلوجيا من جامعة لكسمبورغ.
- الدكتورمارتين دريسين الرئيس التنفيذي لشركة أي سكان العالمية من هولندا.

### مشاركون محليون وإقليميون[6]
- سالم بن سلطان القاسمي رئيس دائرة الطيران المدني.
- الدكتور ثاني ال ثاني رئيس مركز قطر للتسوية والتحكيم.
- هنادي مبارك المباركي رئيسة المؤتمر ومؤسسة شركة ايكوسيستم للاستشارات الإدارية.
- براك الشيتان وزير المالية الأسبق في الكويت.
- الدكتورة موضي الحمود وزيرة التربية والتعليم العالي السابقة في الكويت.
- الأميرة دعاء بنت محمد من المملكة العربية السعودية رئيسة مؤسسة المرأة العربية.
- الشيخة علياء القاسمي.
- المستشار رابعة حسين مكي الجمعة، مستشارة الأمم المتحددة ونائبة رئيس اتحاد الإعلاميات العرب.
- الدكتور ماجد الحيسوني عميد تقنية المعلومات في جامعة حائل.
- الدكتورة كوثر عبد الله الجوعان رئيسة معهد المرآه للتنمية والسلام.
- وليد الخشتي الرئيس التنفيذي للعلاقات والاتصالات لشركة زين الكويت.
- حسن المحمودي الرئيس التنفيذي لمجمع الشارقة للابتكار والابحاث والتكنولوجيا.
- الدكتور أشرف منصور الأمين العام للاتحاد العربي للتنمية والبيئة.
- الدكتور بدر مال الله مدير عام المعهد العربي للتخطيط.[7]
- ناصر المالكي من المركز الوطني لريادة الأعمال.
- مسفر آل رشيد المستشار الاستراتيجي في الأمانة العامة لدول مجلس التعاون الخليجي.

## المنظمات المشاركة
ضم المؤتمر عدد من المنظمات العالمية والمحلية والإقليمية المتخصصة في بناء المنظومة الابتكارية وريادة الأعمال مثل منظمة التعاون الاقتصادي والتنمية OECD، ومنظمة ويبو WIPO، وشبكة  الأعمال الأوربية EBN، ومكتب الابتكار وريادة الأعمال التابع لمنظمة الأمم المتحدة UNCATED، والأمانة العامة لدول مجلس التعاون الخليجي GCCSG، وإدارة التنمية الاقتصادية بالولايات المتحدة الأمريكية USEDA، والمجلس العالمي للتنمية الاقتصادية IEDC، ومراكز الابتكار وريادة الأعمال في مختلف الجامعات العالمية والمؤسسات الاكاديمية وشركات عالميه تمثل القطاع الخاص.

## نبذة عن المؤتمر
صرحت رئيسة المؤتمر د. المباركي، أنه تزامن المؤتمر مع أسبوع ريادة الأعمال العالمية، حيث تتبلور أهمية المؤتمر في التنويع الاقتصادي عبر برامج الاقتصاد الرقمي الحديث وارتباطه في المؤشرات القياسية التنافسية العالمية في حين ركز الخبراء على تبادل أفضل التطبيقات العملية لمنظومة ريادة الأعمال والابتكار والذكاء الاصطناعي إضافة الي أفضل الأدوات والاستراتيجيات الفعالة الناجحة في برامج الابتكار وريادة الأعمال. إضافة إلى إنشاء وتمكين السُبل والوسائل لابتكار المؤسسي واستدامتها فيما يتعلق بدعم  منظومة الابتكار وريادة الأعمال علي المستوي  المحلي والإقليمي والدولي وتمكين مناخ الابتكار والإبداع وريادة الأعمال عبر تطوير الهياكل الأساسية والأسس المؤسسية لخلق منظومه بيئة متكاملة لبرامج الابتكار والإبداع وريادة الأعمال.

## توصيات المؤتمر[10]
استنتج مشاركو المؤتمر عدة توصيات منها:
1. إنشاء بنك بيانات عالمي يضم الدول العالمية والدول الخليجية لأفضل التجارب والتطبيقات العالمية الناجحة القائمة علي برامج الاقتصاد الحديث مثل برامج الابتكار وريادة الأعمال وبرامج مسرعات وحاضنات الأعمال ونقل وتسويق  التكنولوجيا لتبادل المعرفة والخبرات المتميزة.
2. تعزيز نظم التعليم باستخدام الأدوات والاستراتيجيات الابتكار الحديثة وتضمينها مع استراتيجيات التعليم المتنوعة نحو تطبيقات القرن الحادي والعشرين للتعليم الابتكاري.
3. بناء منصة ابتكاريه تعاونية قائمة علي تطبيقات الذكاء الاصطناعي يتشارك فيها جميع الأطراف من المؤسسات الأكاديمية والحكومة وصانعي السياسات ومراكز الفكر ومنظمات التمويل لمناقشة استراتيجيات النجاح.
4. تطوير برامج تدريبية عالميه على المستوى الحكومي والخاص لدعم منظومة الابتكار وريادة الأعمال، وتركز علي التكنولوجيات والتطبيقات الجديدة، والتفكير الابتكاري نحو النمو الاجتماعي الذكي.
5. وضع إستراتيجية تعاون بين الجامعات  العالمية والمحلية والإقليمية وأصحاب المهن، مثل القطاعات الحكومية والقطاع الخاص والمؤسسات التمويلية والبحثية لتسريع نقل وتسويق التكنولوجيا وتمكين الاقتصاد الحديث القائم على المعرفة والرقمية.
6. تبنى وربط مؤشرات أداء المحلية بالمؤشرات القياسية العالمية مثل مؤشر الابتكار ومؤشر ريادة الأعمال ومؤشر العلوم والتكنولوجيا لتمكين تقييم وتصنيف الأهداف الاستراتيجية والاستثمار المباشر في الابتكار وريادة الأعمال والذكاء الاصطناعي.
7. إنشاء مركز ريادة الأعمال والتكنولوجيا خليجي  تحت مظلة الأمانة العامة لمجلس التعاون الخليجي يعني بالنمو الاجتماعي والاقتصادي الذكي لرفع المؤشرات الخليجية وتمكين استراتيجيات الابتكار وريادة الأعمال لخلق فرص عمل جديده وزيادة الأنتاجية وترسيخ الاقتصاد الرقمي الحديث وخلق قطاعات تكنولوجية جديده.[11]
8. عقد الشراكات الاستراتيجية العالمية الفعالة في مجال الابتكار وريادة الأعمال وتطبيقات الذكاء الاصطناعي للاستفادة من التقدم التكنولوجي العالمي.
9. تعزيز ثقافه الابتكار وريادة الأعمال في المجتمع من خلال دعم وتبني الإعلام استراتيجيات الابتكار وتطبيقاته الناجحة عبر المسابقات والاحتفالات والمبادرات والمنتديات مع الأسرة العالمية لدمج المبتكرين ورواد الأعمال والمخترعين مع المجتمعات المتقدمة والقدوات الناجحة.
10. النهوض بخطط تأسيس كليات متخصصة في الذكاء الاصطناعي والابتكار وريادة الأعمال وتعليم فلسفته وتطبيقاته الناجحة حتي نواكب الدول المتقدمة في تطبيقاتها الناجحة ونحو التحول الرقمي للقرن الواحد والعشرين.